# Rhytidophyllum tomentosum
Rhytidophyllum tomentosum är en tvåhjärtbladig växtart som först beskrevs av Carl von Linné, och fick sitt nu gällande namn av Carl Friedrich Philipp von Martius. Rhytidophyllum tomentosum ingår i släktet Rhytidophyllum och familjen Gesneriaceae. Inga underarter finns listade i Catalogue of Life.

## Bildgalleri

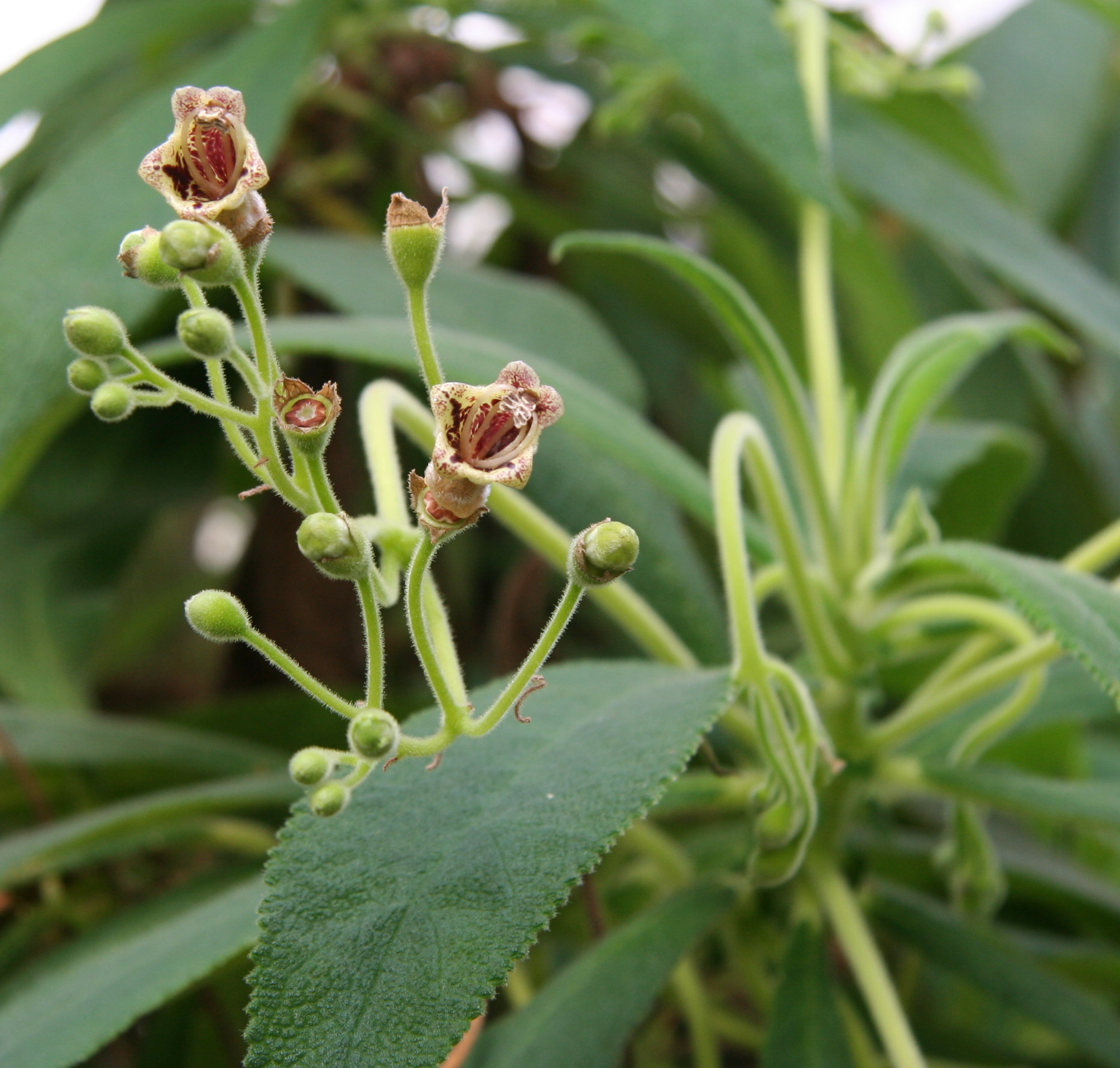
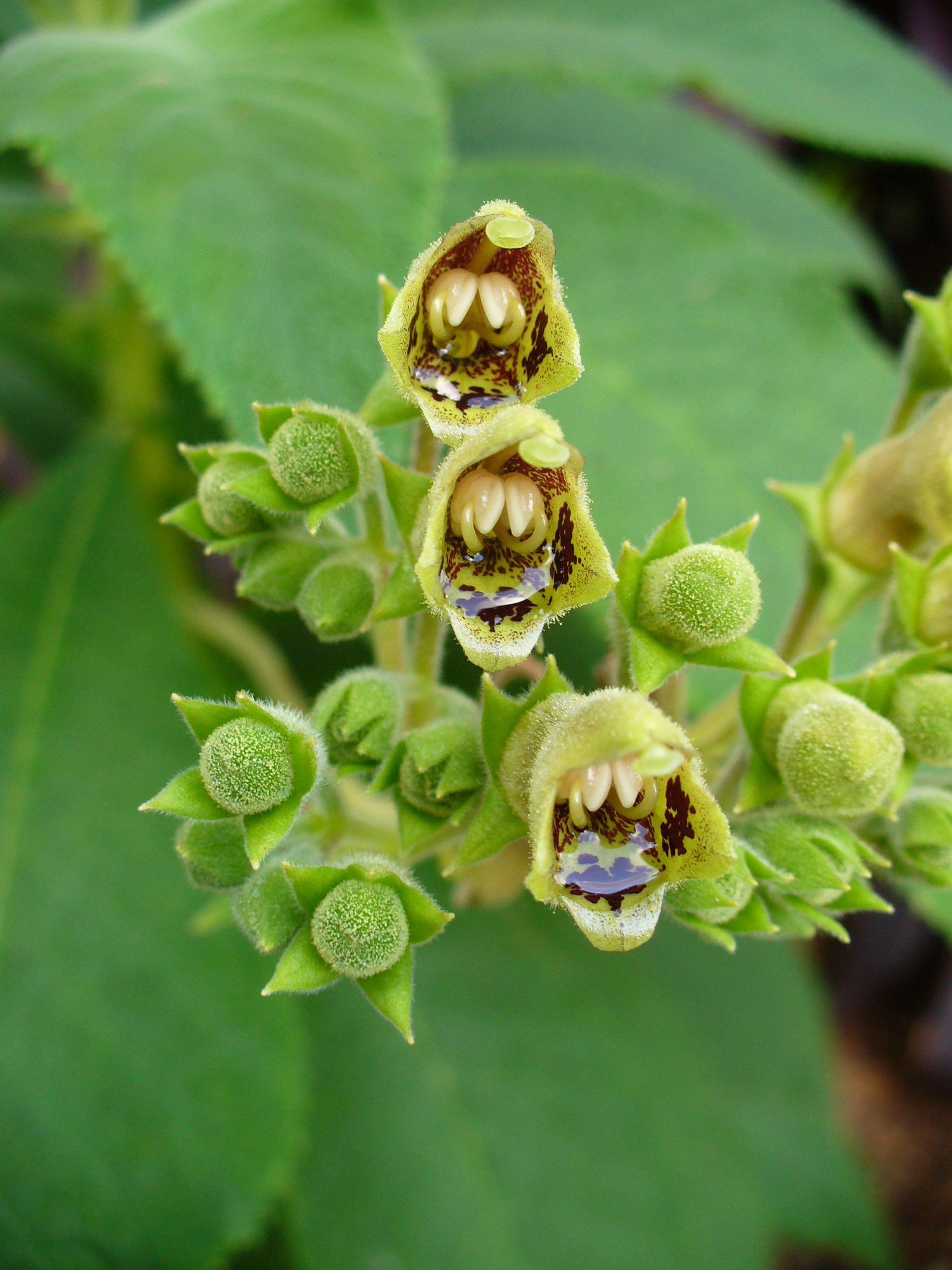